# 아페코올드필드쥐
아페코올드필드쥐(Thomasomys apeco)는 비단털쥐과에 속하는 설치류이다. 리오 아비세오 국립공원을 포함한 페루 북중부 지역의 단 한 곳에서만 알려져 있으며, 해발 3300m 운무림에서 서식한다. 종소명과 일반명은 페루자연보전협회(Asociacion Peruana para la Conservacion de la Naturaleza)의 약자에서 유래했다. 올드필드쥐속에서 가장 큰 종이다.